# Pokój w Amiens
Pokój w Amiens – kończąca wojnę z II koalicją umowa pomiędzy Francją a Zjednoczonym Królestwem Wielkiej Brytanii i Irlandii, zawarta 25 marca 1802 roku, w wyniku której Francja odzyskała kilka kolonii. Wielka Brytania uzyskała Cejlon (kosztem Republiki Batawskiej), Trynidad (kosztem Hiszpanii), oraz miała zwrócić Maltę zakonowi joannitów. Francja zrzekała się praw do Egiptu i zobowiązywała się wycofać z Państwa Kościelnego i Królestwa Neapolu.